# Vasa-Kapelle

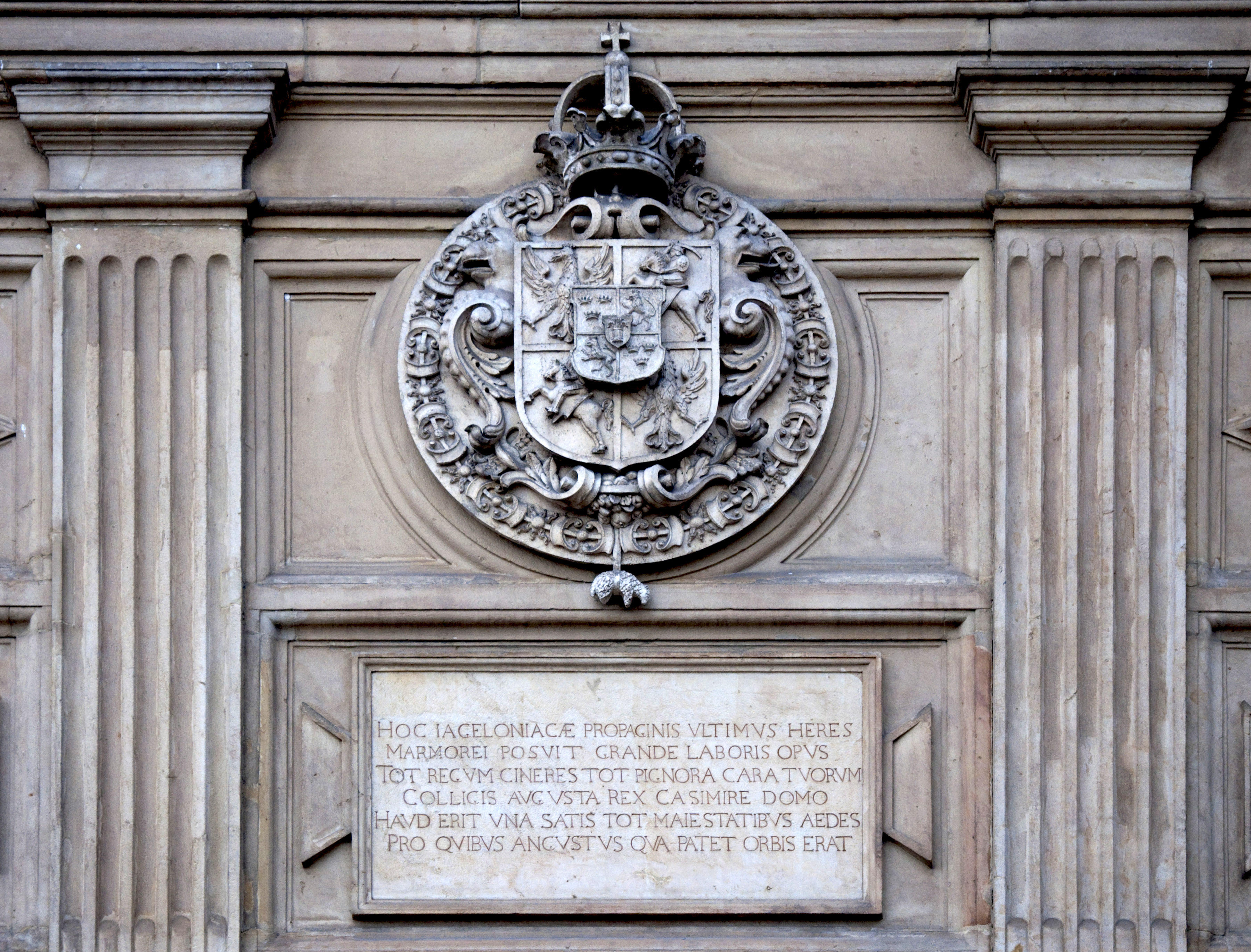
Wasa-Wappen

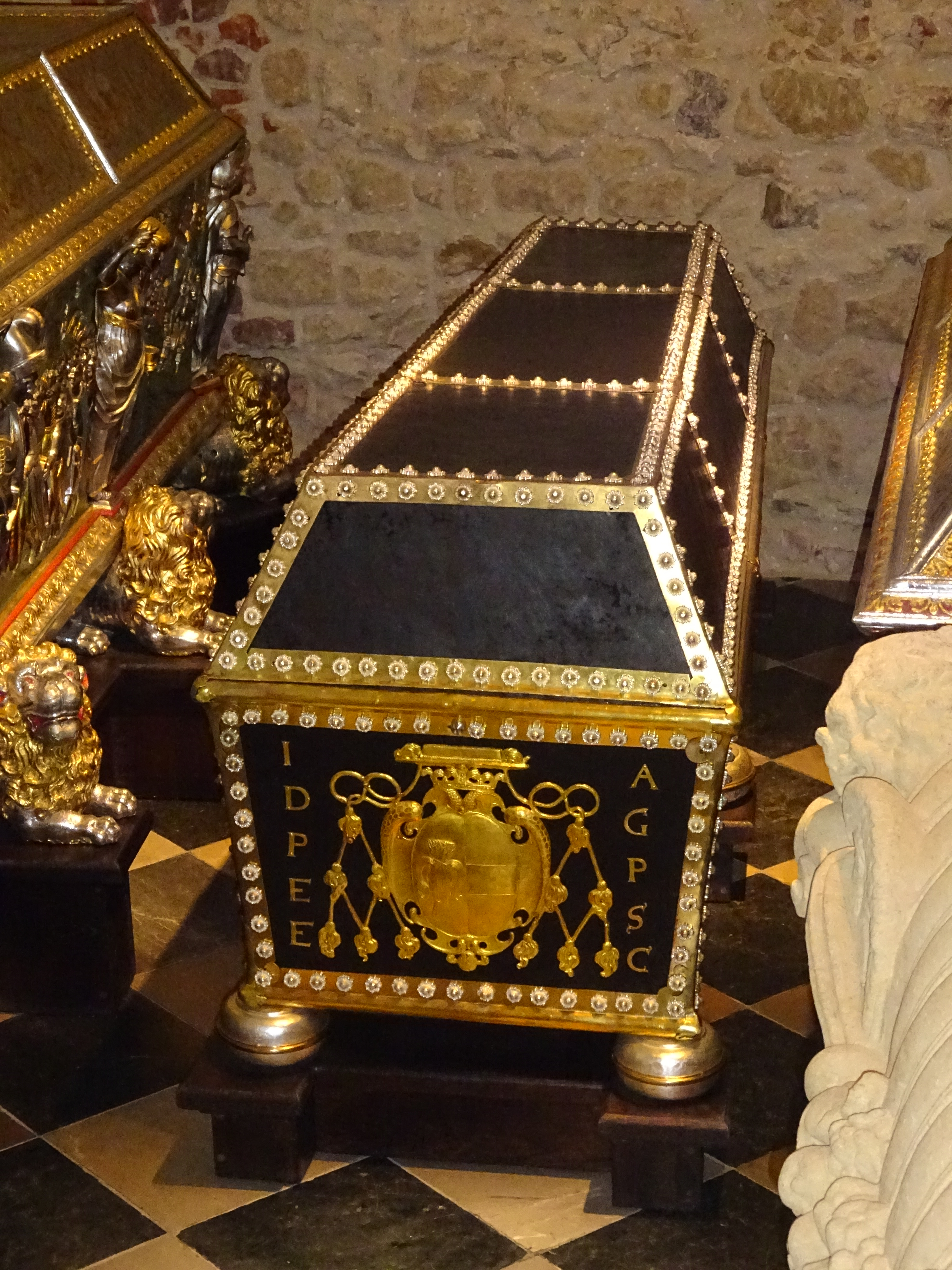
Sarkophag Kardinal Johann Albert Wasas in der Krypta unter dieser Kapelle

Die Vasa-Kapelle ist eine der 19 Kapellen, die die Krakauer Kathedrale umgeben.

## Geschichte
An der Stelle der Kapelle befand sich die romanische Peter-und-Paul-Kapelle aus der ersten Hälfte des 13. Jahrhunderts. Anlass für den Abriss der alten und den Bau der neuen Kapelle war der Tod der Königin Anna Habsburg 1598. König Sigismund III. Vasa beschloss, sie nach dem Vorbild Sigismund I. des Alten in einem Mausoleum seiner Dynastie an der Wawel-Kathedrale zu bestatten. Die Krypta unterhalb der Kapelle war bereits 1644 fertiggestellt, die Peter-und-Paul-Kapelle wurde jedoch erst 1664 abgerissen. Der Neubau der Kapelle unter Jan Chryzostom Bodzanta war 1681 abgeschlossen. An den Seiten der Kuppel wurden die Figuren der Heiligen Ladislaus und Sigismund angebracht.

## Krypta
In der Krypta unterhalb der Kapelle befinden sich heute sechs Sarkophage:
- Konstanze von Österreich, Königin von Polen (1588–1631) – zweite Gemahlin von König Sigismund III.
- Sigismund III., König von Schweden und Polen (1566–1632)
- Prinz Johann Albert Wasa, Kardinal (1612–1634) – Sohn von König Sigismund III.
- Prinz Johann Sigismund Wasa (1652–1652) – Sohn von König Johann II. Kasimir
- Luisa Maria Gonzaga, Königin von Polen (1611–1667) – Gemahlin von König Ladislaus IV. und von Johann II. Kasimir
- Johann II. Kasimir, König von Polen (1609–1672)

In der Krypta unterhalb der Kapelle waren einstmals bestattet:
- Bischof Jan Prandota (1266, hierher umgebettet 1639)
- Königin Cäcilia Renata (hier bestattet 1644, heute in der Krypta von Ladislaus IV.)
- Königin Anna Habsburg (hierher umgebettet 1644, heute in der Krypta unter dem südlichen Chorumgang)
- Kronprinz Alexander Karl Wasa (hierher umgebettet 1644, heute in der Krypta unter dem südlichen Chorumgang)
- Kronprinz Sigismund Kasimir Wasa (hier bestattet 1647, heute in der Krypta von Ladislaus IV.)
- König Ladislaus IV. (hier bestattet 1649, heute in der Krypta von Ladislaus IV.)
- Kronprinz Karl Ferdinand Wasa (1655, nur Kenotaph)

## Innenraum
Der barocke Innenraum ist mit schwarzem Dębnicki-Marmor und weißem Kielce-Marmor ausgekleidet. Das Bronzene Eingangsgitter wurde von Micheal Weinhold 1673 in Danzig gegossen.

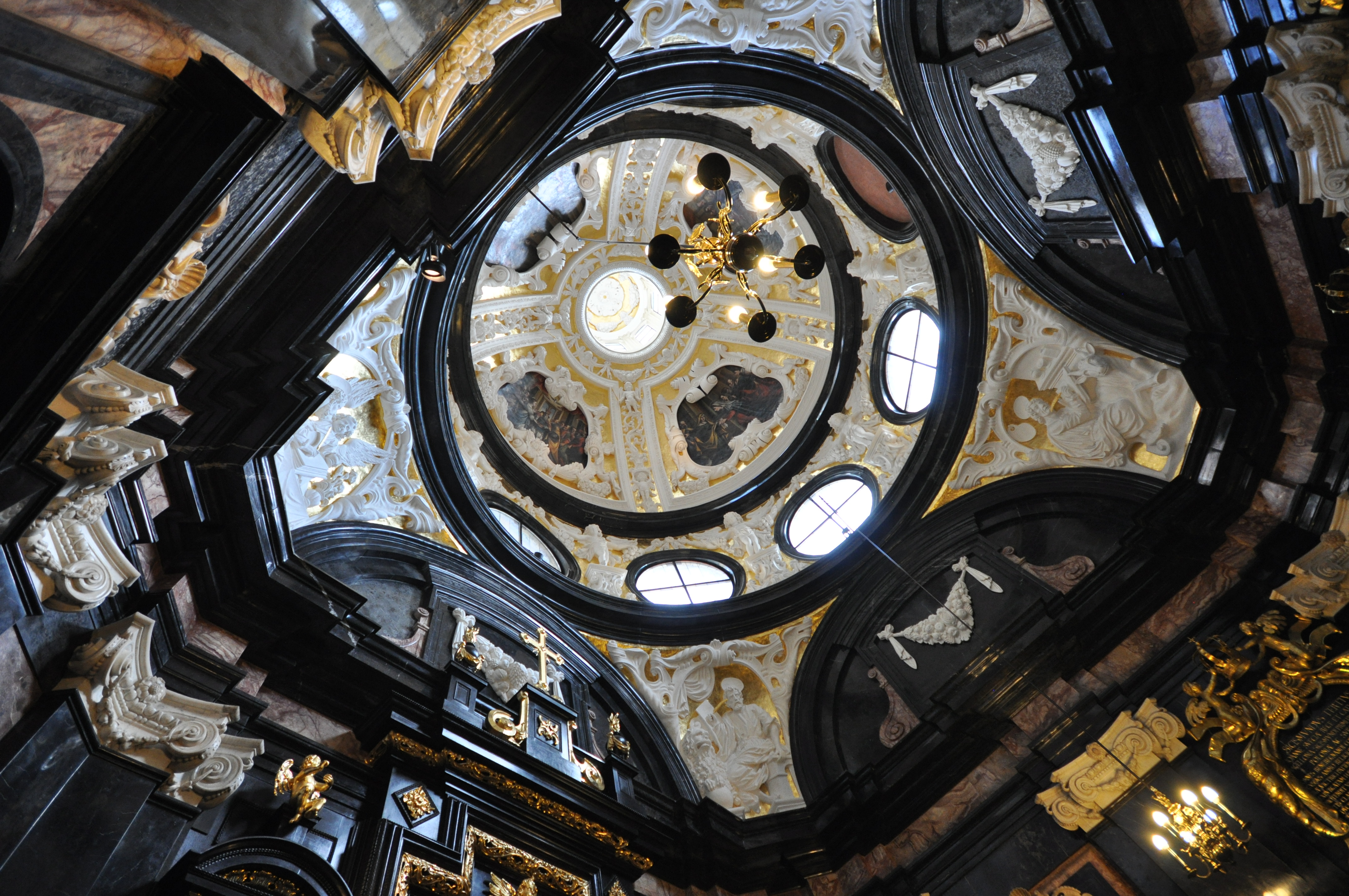
Kuppel
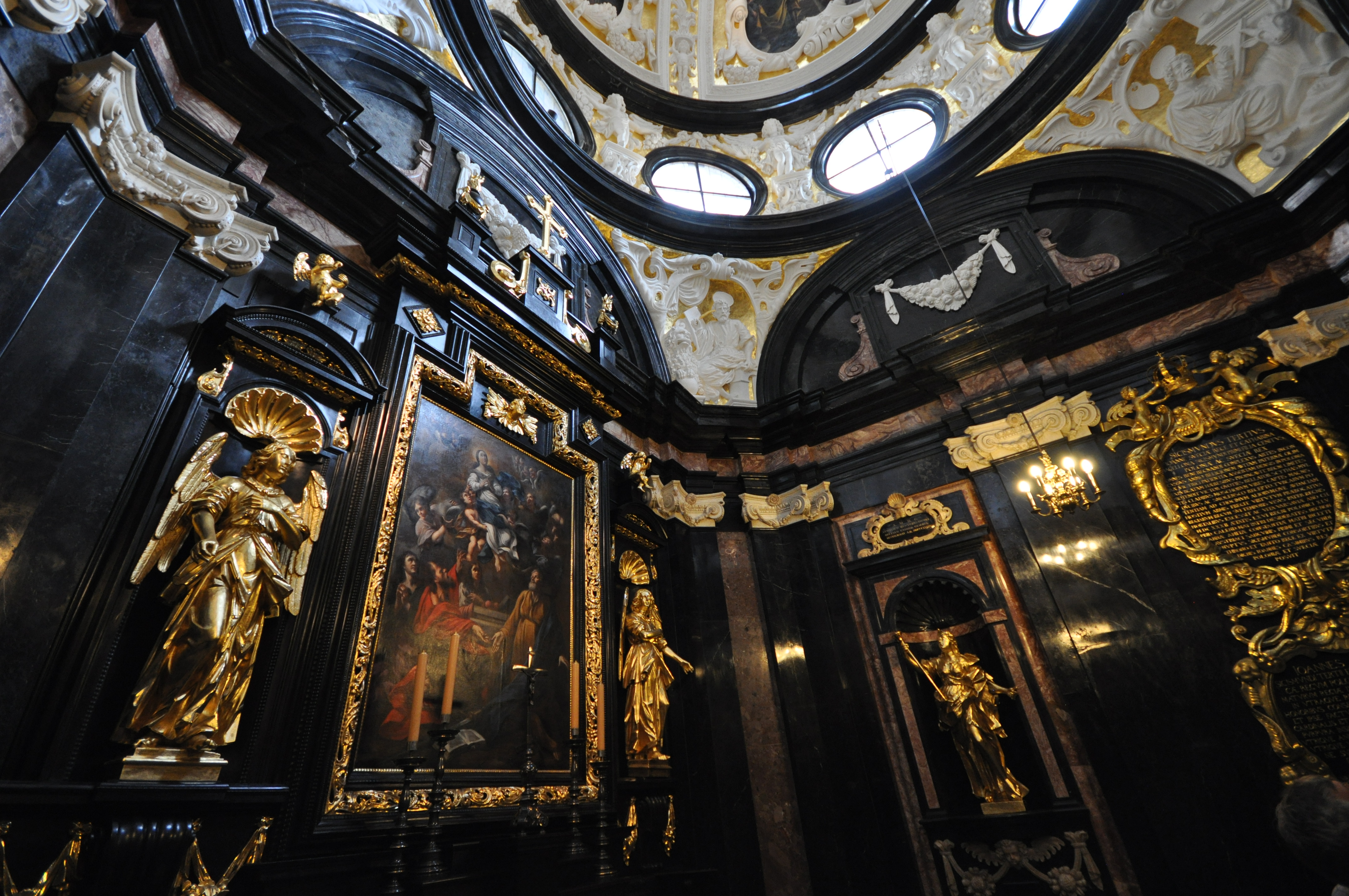
Kuppel
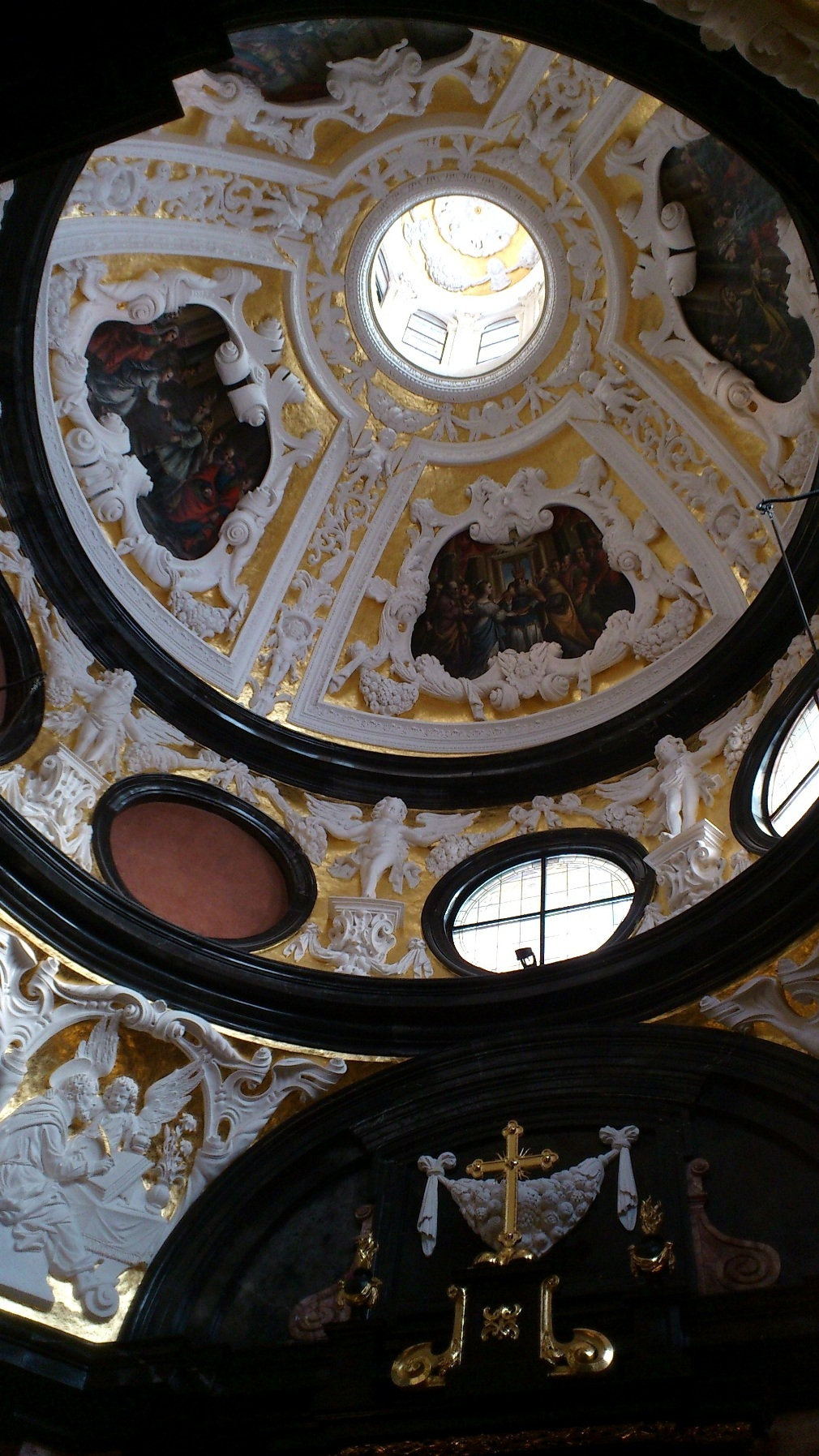
Kuppel
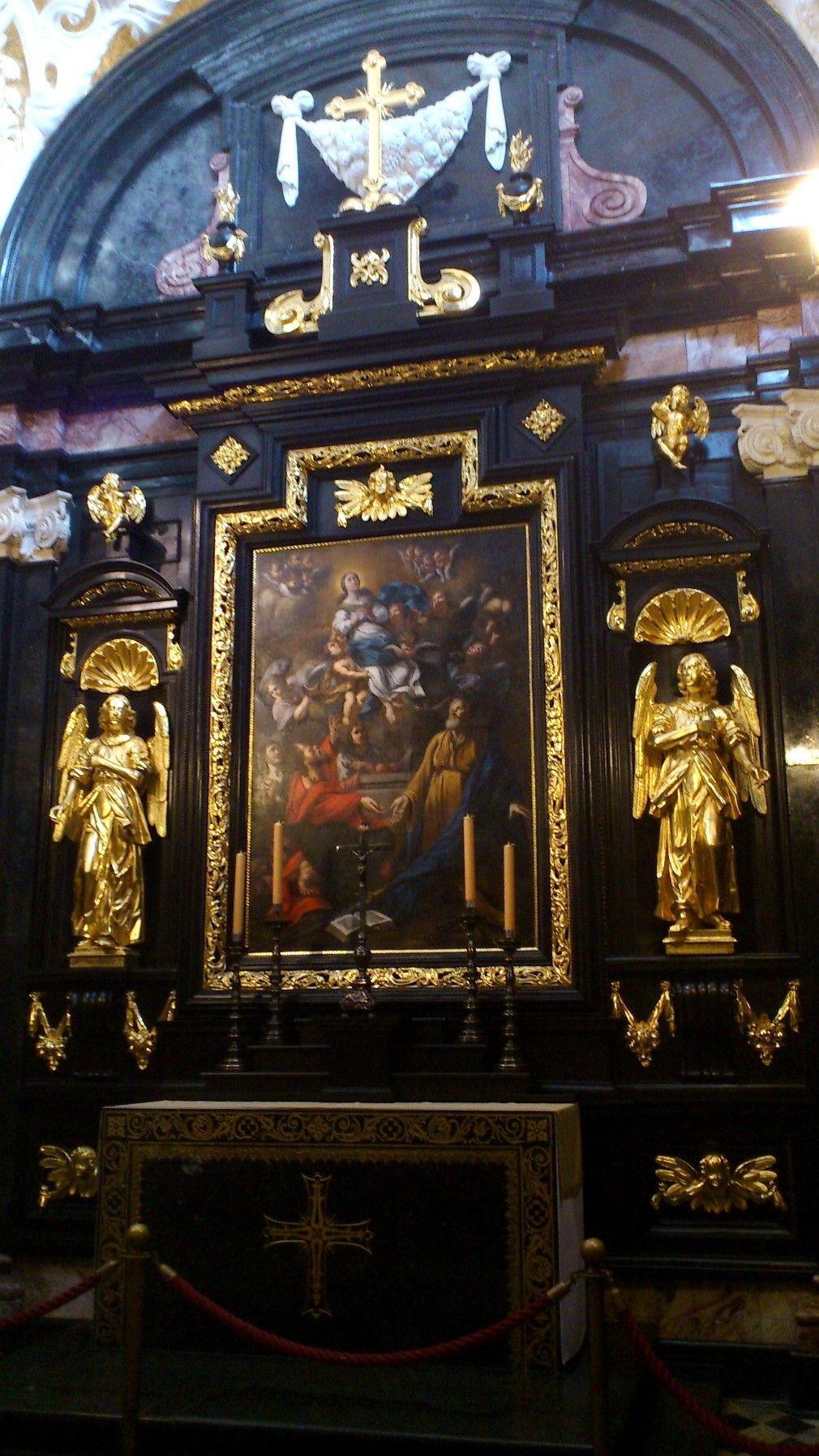
Altar

## Quelle
- Michał Rożek: Krakowska katedra na Wawelu. Wydawnictwo św. Stanisława BM Archidiecezji Krakowskiej, Kraków 1989